# Stratford City

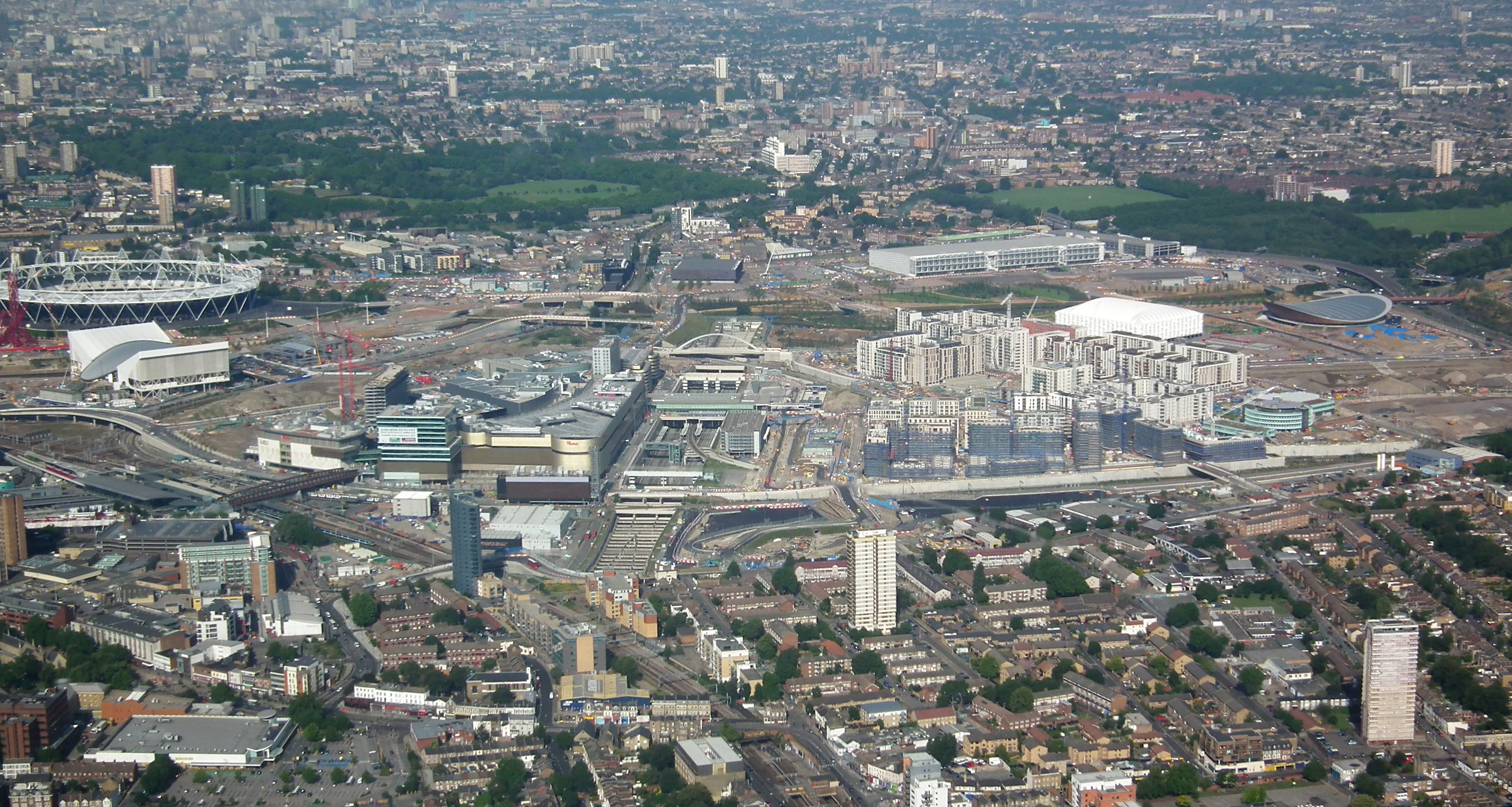
Vue aérienne de Stratford City.

Stratford City est un projet de développement urbain dans le quartier de Stratford à Londres près du Parc olympique de Londres. Il reprend une partie des structures des équipements olympiques dont le village olympique.